# Clásico Mundial de Béisbol 2026
El Clásico Mundial de Béisbol 2026 (en inglés: 2026 World Baseball Classic) será la sexta edición del Clásico Mundial de Béisbol organizada por la MLB y se desarrollará del 5 al 17 de marzo de 2026 en Estados Unidos, Japón y Puerto Rico.
Las rondas de grupos se jugarán en Miami, Florida; Houston, Texas; San Juan, Puerto Rico; y Tokio, Japón. Los cuartos de final se dividirán entre Miami y Houston, y la ronda final se jugará en Miami.
Japón es el actual campeón después de derrotar a Estados Unidos en el partido por el campeonato de 2023.

## Equipos participantes

### Clasificación
16 equipos se clasificaron para el torneo Clásico Mundial de Béisbol de 2026 en virtud de haberse ubicado entre los cuatro primeros de sus respectivos grupos en el torneo Clásico Mundial de Béisbol 2023.
Cuatro participantes adicionales fueron seleccionados a través del torneo clasificatorio del CMB de 2026. El torneo clasificatorio para el torneo del CMB de 2026 incluyó 8 equipos, una reducción de los 12 equipos que habían competido en las eliminatorias del CMB de 2023. El primer grupo se llevó a cabo en Taipéi e incluyó a China Taipéi, España, Nicaragua y Sudáfrica; el segundo grupo se llevó a cabo en Tucson, Arizona, e incluyó a Colombia, China, Brasil y Alemania. El grupo de Taipéi se desarrolló del 21 al 25 de febrero de 2025, y el de Tucson del 2 al 6 de marzo.
China no logró clasificarse por primera vez a un gran torneo de béisbol, ya que fue eliminada en el Grupo B de la clasificación y perdió sus tres partidos.

### Equipos clasificados
En cursiva los equipos debutantes en la Fase Final.
| Confederación           | Clasificatorio                  | Equipos Calificados(s)                                                                              |
| ----------------------- | ------------------------------- | --------------------------------------------------------------------------------------------------- |
| WBSC Asia (Asia)        | Clásico Mundial de Béisbol 2023 | - Corea del Sur - Japón                                                                             |
| WBSC Asia (Asia)        | Ronda Clasificatoria            | - China Taipéi                                                                                      |
| WBSC Europe (Europa)    | Clásico Mundial de Béisbol 2023 | - Gran Bretaña - Israel - Italia - Países Bajos - República Checa                                   |
| WBSC Américas (América) | Clásico Mundial de Béisbol 2023 | - Canadá - Cuba - Estados Unidos - México - Panamá - Puerto Rico - República Dominicana - Venezuela |
| WBSC Américas (América) | Ronda Clasificatoria            | - Nicaragua - Colombia - Brasil                                                                     |
| WBSC Oceanía (Oceanía)  | Clásico Mundial de Béisbol 2023 | - Australia                                                                                         |

| Equipos participantes | Equipos participantes | Equipos participantes | Equipos participantes |
| --------------------- | --------------------- | --------------------- | --------------------- |
| Australia             | Corea del Sur         | Italia                | Panamá                |
| Brasil                | Cuba                  | Japón                 | Puerto Rico           |
| Canadá                | Estados Unidos        | México                | República Checa       |
| China Taipéi          | Gran Bretaña          | Nicaragua             | República Dominicana  |
| Colombia              | Israel                | Países Bajos          | Venezuela             |

## Sedes
Cuatro estadios serían utilizados durante el torneo:
| Grupo A               | Grupo B y Cuartos de final | Grupo C           | Grupo D, Cuartos de final, Semifinal y Campeonato |
| --------------------- | -------------------------- | ----------------- | ------------------------------------------------- |
| San Juan, Puerto Rico | Houston, Estados Unidos    | Tokyo, Japón      | Miami, Estados Unidos                             |
| Estadio Hiram Bithorn | Daikin Park                | Tokyo Dome        | LoanDepot Park                                    |
| Capacidad: 18,264     | Capacidad: 41,168          | Capacidad: 45,600 | Capacidad: 36,742                                 |
|                       |                            |                   |                                                   |

## Primera ronda
| Leyenda                                                                  |
| ------------------------------------------------------------------------ |
| Avanza a la segunda ronda y califican al Clásico Mundial de Béisbol 2029 |
| Eliminado pero califican al Clásico Mundial de Béisbol 2029              |
| Eliminado y deben calificar al Clásico Mundial de Béisbol 2029           |

### Grupo A
| Grupo A     | G | P | PCT | Desempate |
| ----------- | - | - | --- | --------- |
| Puerto Rico | 0 | 0 | 0   | 0         |
| Cuba        | 0 | 0 | 0   | 0         |
| Canadá      | 0 | 0 | 0   | 0         |
| Panamá      | 0 | 0 | 0   | 0         |
| Colombia    | 0 | 0 | 0   | 0         |

#### Partidos
| 6 de marzo de 2026 | Panamá | – | Cuba | Estadio Hiram Bithorn, San Juan, Puerto Rico |  |

| 6 de marzo de 2026 | Colombia | – | Puerto Rico | Estadio Hiram Bithorn, San Juan, Puerto Rico |  |

| 7 de marzo de 2026 | Canadá | – | Colombia | Estadio Hiram Bithorn, San Juan, Puerto Rico |  |

| 7 de marzo de 2026 | Puerto Rico | – | Panamá | Estadio Hiram Bithorn, San Juan, Puerto Rico |  |

| 8 de marzo de 2026 | Cuba | – | Colombia | Estadio Hiram Bithorn, San Juan, Puerto Rico |  |

| 8 de marzo de 2026 | Canadá | – | Panamá | Estadio Hiram Bithorn, San Juan, Puerto Rico |  |

| 9 de marzo de 2026 | Panamá | – | Colombia | Estadio Hiram Bithorn, San Juan, Puerto Rico |  |

| 9 de marzo de 2026 | Puerto Rico | – | Cuba | Estadio Hiram Bithorn, San Juan, Puerto Rico |  |

| 10 de marzo de 2026 | Puerto Rico | – | Canadá | Estadio Hiram Bithorn, San Juan, Puerto Rico |  |

| 11 de marzo de 2026 | Cuba | – | Canadá | Estadio Hiram Bithorn, San Juan, Puerto Rico |  |

### Grupo B
| Grupo B        | G | P | PCT | Desempate |
| -------------- | - | - | --- | --------- |
| Estados Unidos | 0 | 0 | 0   | 0         |
| México         | 0 | 0 | 0   | 0         |
| Italia         | 0 | 0 | 0   | 0         |
| Reino Unido    | 0 | 0 | 0   | 0         |
| Brasil         | 0 | 0 | 0   | 0         |

#### Partidos
| 6 de marzo de 2026 | Reino Unido | – | México | Minute Maid Park, Houston, Estados Unidos |  |

| 6 de marzo de 2026 | Brasil | – | Estados Unidos | Minute Maid Park, Houston, Estados Unidos |  |

| 7 de marzo de 2026 | Italia | – | Brasil | Minute Maid Park, Houston, Estados Unidos |  |

| 7 de marzo de 2026 | Estados Unidos | – | Reino Unido | Minute Maid Park, Houston, Estados Unidos |  |

| 8 de marzo de 2026 | Italia | – | Reino Unido | Minute Maid Park, Houston, Estados Unidos |  |

| 8 de marzo de 2026 | México | – | Brasil | Minute Maid Park, Houston, Estados Unidos |  |

| 9 de marzo de 2026 | Reino Unido | – | Brasil | Minute Maid Park, Houston, Estados Unidos |  |

| 9 de marzo de 2026 | Estados Unidos | – | México | Minute Maid Park, Houston, Estados Unidos |  |

| 10 de marzo de 2026 | Estados Unidos | – | Italia | Minute Maid Park, Houston, Estados Unidos |  |

| 11 de marzo de 2026 | México | – | Italia | Minute Maid Park, Houston, Estados Unidos |  |

### Grupo C
| Grupo C         | G | P | PCT | Desempate |
| --------------- | - | - | --- | --------- |
| Japón           | 0 | 0 | 0   | 0         |
| Australia       | 0 | 0 | 0   | 0         |
| Corea del Sur   | 0 | 0 | 0   | 0         |
| República Checa | 0 | 0 | 0   | 0         |
| China Taipéi    | 0 | 0 | 0   | 0         |

#### Partidos
| 5 de marzo de 2026 | Australia | – | China Taipéi | Tokyo Dome, Tokyo, Japón |  |

| 5 de marzo de 2026 | Corea del Sur | – | República Checa | Tokyo Dome, Tokyo, Japón |  |

| 6 de marzo de 2026 | República Checa | – | Australia | Tokyo Dome, Tokyo, Japón |  |

| 6 de marzo de 2026 | China Taipéi | – | Japón | Tokyo Dome, Tokyo, Japón |  |

| 7 de marzo de 2026 | República Checa | – | China Taipéi | Tokyo Dome, Tokyo, Japón |  |

| 7 de marzo de 2026 | Corea del Sur | – | Japón | Tokyo Dome, Tokyo, Japón |  |

| 8 de marzo de 2026 | Corea del Sur | – | China Taipéi | Tokyo Dome, Tokyo, Japón |  |

| 8 de marzo de 2026 | Japón | – | Australia | Tokyo Dome, Tokyo, Japón |  |

| 9 de marzo de 2026 | Corea del Sur | – | Australia | Tokyo Dome, Tokyo, Japón |  |

| 10 de marzo de 2026 | República Checa | – | Japón | Tokyo Dome, Tokyo, Japón |  |

### Grupo D
| Grupo D              | G | P | PCT | Desempate |
| -------------------- | - | - | --- | --------- |
| Venezuela            | 0 | 0 | 0   | 0         |
| República Dominicana | 0 | 0 | 0   | 0         |
| Países Bajos         | 0 | 0 | 0   | 0         |
| Israel               | 0 | 0 | 0   | 0         |
| Nicaragua            | 0 | 0 | 0   | 0         |

#### Partidos
| 6 de marzo de 2026 | Venezuela | – | Países Bajos | LoanDepot Park, Miami, Estados Unidos |  |

| 6 de marzo de 2026 | República Dominicana | – | Nicaragua | LoanDepot Park, Miami, Estados Unidos |  |

| 7 de marzo de 2026 | Países Bajos | – | Nicaragua | LoanDepot Park, Miami, Estados Unidos |  |

| 7 de marzo de 2026 | Venezuela | – | Israel | LoanDepot Park, Miami, Estados Unidos |  |

| 8 de marzo de 2026 | República Dominicana | – | Países Bajos | LoanDepot Park, Miami, Estados Unidos |  |

| 8 de marzo de 2026 | Israel | – | Nicaragua | LoanDepot Park, Miami, Estados Unidos |  |

| 9 de marzo de 2026 | Israel | – | República Dominicana | LoanDepot Park, Miami, Estados Unidos |  |

| 9 de marzo de 2026 | Nicaragua | – | Venezuela | LoanDepot Park, Miami, Estados Unidos |  |

| 10 de marzo de 2026 | Países Bajos | – | Israel | LoanDepot Park, Miami, Estados Unidos |  |

| 11 de marzo de 2026 | Venezuela | – | República Dominicana | LoanDepot Park, Miami, Estados Unidos |  |